# 하우스 오브 카드 시즌 1
하우스 오브 카드 시즌 1은 미국 정치 드라마 《하우스 오브 카드》의 첫 번째 시즌이다. 2013년 2월 1일 온라인 스트리밍 서비스 넷플릭스를 통해 독점 공개되었다.

## 등장인물
- 프랜시스 "프랭크" 언더우드 (배우: 케빈 스페이시) — 사우스 캐롤라이나 주 하원의원. 하원 다수당 원내 총무
- 클레어 언더우드 (배우: 로빈 라이트) — 프랭크 언더우드의 아내. 비영리 환경 단체 '깨끗한 물 실천 본부(CWI)'의 CEO
- 조이 반스 (배우: 케이트 마라) — 워싱턴 헤럴드의 야망 있는 젊은 기자. 프랭크 언더우드와 은밀한 관계를 맺는다.
- 피터 루소 (배우: 코리 스톨) — 펜실베이니아주 하원의원. 이후 펜실베이니아 주지사 후보가 된다.
- 더글라스 "더그" 스탬퍼 (배우: 마이클 켈리) — 프랭크 언더우드의 충직한 비서실장
- 크리스티나 갤러거 (배우: 크리스틴 코널리) - 피터 루소의 비서실장이자 여자친구
- 레이첼 포스너 (배우: 레이철 브로스너핸) — 피터 루소와 함께 있었던 콜걸
- 재닌 스콜스키 (배우: 콘스턴스 지머) — 워싱턴 헤럴드의 베테랑 정치부 기자. 백악관 출입 기자
- 루카스 굿윈 (배우: 세바스찬 알세러스) — 워싱턴 헤럴드의 정치부 기자
- 톰 해머슈미트 (배우: 보리스 맥기버) — 워싱턴 헤럴드의 편집장
- 린다 바스케즈 (배우: 사키나 제프리) — 워커 행정부의 백악관 비서실장
- 개럿 워커 (배우: 미셸 길) — 미 대통령. 전 콜로라도 주지사
- 짐 매튜스 (배우: 댄 지스키) — 미 부통령. 전 펜실베이니아 주지사
- 캐서린 듀란트 (배우: 제인 앳킨슨) — 미주리주 상원의원. 이후 국무장관이 된다.
- 밥 버치 (배우: 래리 파인) — 하원 의장
- 레미 댄튼 (배우: 마허샬라 알리) — 법무법인 글렌든 힐의 로비스트로, 샌 그룹을 대변한다.
- 아담 갤러웨이 (배우: 벤 대니얼스) — 세계적으로 유명한 사진 기자. 클레어 언더우드와 묘한 관계에 있다.
- 질리언 콜 (배우: 샌드린 홀트) — 이름 있는 자선 운동가. CWI에서 일하게 된다.
- 마이클 컨 (배우: 케빈 킬너) — 콜로라도주 상원의원. 국무장관 후보
- 도널드 블라이스 (배우: 리드 버니) — 교육 분야에 오랜 경험이 있는 하원의원
- 데이비드 라스무센 (배우: 마이클 시베리) — 하원 다수당 대표
- 테리 워맥 (배우: 커티스 쿡) — 원내 흑인회 대표
- 마티 스피넬라 (배우: 알 사피엔자) — 교원 노조 수석 로비스트
- 레이몬드 터스크 (배우: 제럴드 맥레이니) — 원자력 에너지 사업을 주력으로 하는 재벌 사업가
- 바니 헐 (배우: 척 쿠퍼) — 워싱턴 D.C. 경찰청장
- 마가렛 틸든 (배우: 캐서린 찰판트) — 워싱턴 헤럴드의 소유주
- 칼리 히스 (배우: 토니 사이프러스) — 온라인 뉴스 슬러그라인의 편집장
- 에드워드 미첨 (배우: 네이선 대로) — 프랭크 언더우드의 새 경호원
- 스티브 (배우: 챈스 켈리) — 프랭크 언더우드의 운전기사 겸 경호원
- 낸시 커프버거 (배우: 엘리자베스 노먼트) — 프랭크 언더우드의 비서
- 프레디 헤이스 (배우: 레지 E. 캐시) — 프랭크의 단골 식당 '프레디 BBQ'의 주인
- 찰스 홀번 (배우: 칼 켄즐러) — 상원의원. 언더우드 부부의 지인. 펠리시티 홀번의 남편
- 펠리시티 홀번 (배우: 프랜시 스위프트) — 언더우드 부부의 지인. 찰스 홀번의 아내
- 에블린 백스터 (배우: 마리안 플런켓) — 전 CWI 총무
- 폴 카프라 (배우: 와스 스티븐스) — 사우스 필라델피아 조선업자 협회 관계자. 피터 루소의 친구
- 루소 부인 (배우: 필리스 소머빌) — 피터 루소의 어머니
- 팀 콜벳 (배우: 데이비드 앤드류스) — 프랭크 언더우드의 옛 친구이자 연인. 래프팅 회사를 운영한다.

## 에피소드
| 전체 번호 | 시즌 번호 | 제목     | 감독          | 작가                                | 본 방송 날짜   | 제작 번호 |
| --- | --------- | -------- | ------------- | ----------------------------------- | -------------- | --------- |
| 1 | 1         | "제1장"  | 데이비드 핀처 | 보 윌리몬                           | 2013년 2월 1일 | HOC-101   |
| 프란시스 "프랭크" 언더우드는 야심 있는 민주당 하원의원이자 하원 다수당 원내 부총무이다. 그는 국무장관 자리를 약속한 개럿 워커를 대통령에 당선되도록 돕는다. 그러나 워커의 취임을 앞두고 비서실장 린다는 그에게 예상치 못한 사실을 알린다. 바로 워커가 프랭크 대신 상원의원 마이클 컨을 국무장관 후보로 지명할 예정이라는 것. 그들은 프랭크가 하원에 남아 행정부를 도와주길 원한다며, 도널드 블라이스와 함께 교육개혁안을 구상하는 일을 맡긴다. 워커의 배신에 분노한 프랭크와 그의 아내 클레어는 워커를 무너뜨리기로 결심하고, 마이클 컨을 처리할 계획을 세운다. 이 전쟁에 앞서 그는 우선 쉽게 움직일 수 있는 체스 말을 물색한다. 마침 하원의원 피터 루소가 콜걸 레이첼 포스너와 함께 차를 타고 가다 음주운전으로 체포되어 곤경에 처한다. 프랭크는 즉시 경찰청장을 매수해 루소를 꺼내주고 그 대가로 충성을 요구한다. 또 프랭크는 '워싱턴 헤럴드'의 젊은 기자 조이 반스와 엮이게 되자, 서로에게 유리한 내부 정보를 흘리기로 합의한다. 그는 조이에게 도널드 블라이스의 교육법안 초안을 유출하고, 이는 대통령 취임식 다음날 발표되어 큰 파장을 불러일으킨다. |           |          |               |                                     |                |           |
| 2 | 2         | "제2장"  | 데이비드 핀처 | 보 윌리몬                           | 2013년 2월 1일 | HOC-102   |
| 교육법안 유출의 여파로 프랭크는 교육법안 작성 책임자가 되고, 도널드는 스스로 물러난다. 프랭크는 젊은 인턴들을 고용해 일주일 내로 초안을 작성하도록 밀어붙인다. 클레어는 프랭크의 국무장관 자리가 물거품이 되어 기부금을 받지 못하게 되자 불가피하게 CWI 직원의 절반 이상을 해고한다. 한편 프랭크는 마이클 컨이 대학 신문 편집장일 때 수록되었던 반 이스라엘 논조의 사설을 발견하고 조이를 통해 언론에 이 사실을 흘린다. 또 해당 사설을 쓴 로이 카페니악에게 피터 루소를 보내, 컨이 직접 사설을 썼다고 진술하게 한다. 이로 인해 컨은 국무장관 후보에서 사퇴하게 된다. 프랭크는 이번에는 조이에게 캐서린 듀란트가 새 국무장관으로 지명될 확률이 높다는 기사를 쓰게 하고, 린다 바스케즈에게도 캐서린에 대해 긍정적인 암시를 한다. |           |          |               |                                     |                |           |
| 3 | 3         | "제3장"  | 제임스 폴리   | 키스 허프, 보 윌리몬                | 2013년 2월 1일 | HOC-103   |
| 프랭크는 교육 노조와 교육개혁안 협상을 하던 중, 문제가 생겼다는 보고를 받고 그의 고향 사우스 캐롤라이나 주 개프니로 향한다. 한 소녀가 운전 중 문자를 보내다가 교통 사고로 사망했는데, 그 이유가 프랭크가 유지하기로 결정했던 복숭아 모양 급수탑 때문이라는 것이다. 그의 정적은 부모에게 소송을 부추기고, 그는 어려운 설득에 나선다. 클레어는 국제적 전문 지식을 지닌 월드웰의 운동가 질리언 콜을 채용한다. 피터 루소는 그의 비서실장이자 여자친구 크리스티나와의 관계를 유지하기 위해 인생을 바로잡으려 노력한다. 조이는 전국 방송 인터뷰 건으로 편집장 톰 해머슈미트의 질책을 받는다. |           |          |               |                                     |                |           |
| 4 | 4         | "제4장"  | 제임스 폴리   | 릭 클리브랜드, 보 윌리몬            | 2013년 2월 1일 | HOC-104   |
| 하원의장 밥 버치가 민주당원들의 표심을 걱정해 반 단체교섭권 조항이 들어간 교육법안을 거부하자, 버치의 협력을 얻어내기 위해 프랭크는 복잡한 배후 공작에 들어간다. 그는 공화당의 표와 민주당의 13표를 확보해 데이비드 라스무센을 차기 하원 의장에 앉힌다는 내용의 반란을 계획한다. 또 피터 루소의 지역구 조선소를 폐쇄하는 대신 테리 워맥의 지역구 군사 기지를 유지하도록 함으로써 워맥의 민주당 표를 얻어낸다. 그런 뒤 버치에게 라스무센이 반란을 계획한 것처럼 알리고, 자신의 손에 표가 있으니 교육법안을 통과시킬 것을 요구한다. 이에 위협을 느낀 버치는 법안 통과를 약속하고, 워맥은 라스무센이 나간 다수당 대표 자리를 꿰차게 된다. 로비스트 레미 댄튼은 클레어에게 약속했던 기부금의 두 배를 제안한다. 이는 해고했던 직원들을 다시 고용할 수 있는 금액이지만, 후에 빚이 될 것을 우려한 프랭크는 클레어에게 거절할 것을 압박한다. 결국 기부금을 거절한 클레어는 전에 관계를 맺던 사진작가 아담 갤러웨이를 만난다. 톰 해머슈미트는 말을 듣지 않는 조이가 못마땅하지만 헤럴드의 소유주인 마가렛은 그녀를 지지한다. 톰은 백악관 출입 기자 자리를 조이에게 제안하지만 거절당한다. 톰은 격분해 심한 욕을 하고 조이를 해고한다. 조이는 프랭크를 집에 초대해 함께 밤을 보낸다. |           |          |               |                                     |                |           |
| 5 | 5         | "제5장"  | 조엘 슈매커   | 사라 트림                           | 2013년 2월 1일 | HOC-105   |
| 교육법안이 논의했던 내용과 다르자 교육 노조 로비스트 마티 스피넬라는 프랭크에게 분노하여 맞서 싸울 것을 선언한다. 클레어의 자선 행사를 훼방하려는 시도가 실패로 돌아가자 스피넬라는 전국적인 교사 파업을 시작한다. 조이는 슬러그라인에 입사하고, 톰 해머슈미트는 조이를 모욕하고 해고한 것에 책임을 지고 사직한다. 조선소가 폐쇄되고 크리스티나와 헤어진 피터 루소는 술에 취해 프랭크의 집을 찾아간다. 프랭크는 그의 미성숙함을 질책하며 주지사에 출마할 기회가 있다고 밝힌다. |           |          |               |                                     |                |           |
| 6 | 6         | "제6장"  | 조엘 슈매커   | 샘 포먼                             | 2013년 2월 1일 | HOC-106   |
| 교사 파업이 계속되자 대통령 개럿 워커는 법안 수정을 지시하지만 프랭크는 따르지 않는다. 그는 스피넬라에 완전한 승리를 거둬야만 대통령을 향한 영향력을 잃지 않을 수 있다고 생각한다. 프랭크는 노조원이 자신의 집에 벽돌을 던졌다며 노조 지도자 스피넬라의 책임을 묻는다. 그러나 곧 이어진 CNN 토론에서 그와 맞붙은 프랭크는 망신을 당한다. 루소는 프랭크의 펜실베이니아 주지사 출마 제안을 받아들인다. 그는 클레어의 도움으로 일자리를 창출할 환경법안을 작성한다. 경찰 라디오를 모니터하던 프랭크는 학생이 사망한 총격 사건을 이용해 스피넬라를 불러낸다. 프랭크는 벽돌 사건은 자신이 꾸민 짓이라며 스피넬라를 자극해 얼굴에 주먹을 맞는다. 그리고 기소하지 않을테니 파업을 끝내라고 협박한다. |           |          |               |                                     |                |           |
| 7 | 7         | "제7장"  | 찰스 맥두걸   | 케이트 바나우, 보 윌리몬            | 2013년 2월 1일 | HOC-107   |
| 워커는 교육개혁안을 성공적으로 통과시키고, 프랭크는 그의 인정을 받는다. 부통령 매튜스는 프랭크에게 밀려났다는 생각에 불만스러워 한다. 피터 루소는 주지사 출마를 앞두고 금주 모임에 나간다. 프랭크는 크리스티나에게 피터 루소를 용서하고 선거 운동 팀장이 되어 주길 원한다. 콜걸 레이첼 포스너는 더그 스탬퍼에게 연락해 재정적 도움을 요구한다. 프랭크는 조이를 통해 루소에 관한 긍정적 기사를 내려 하고, 조이는 재닌 스콜스키에게 슬러그라인에 입사할 것을 권하며 루소 취재 건을 넘긴다. |           |          |               |                                     |                |           |
| 8 | 8         | "제8장"  | 찰스 맥두걸   | 보 윌리몬                           | 2013년 2월 1일 | HOC-108   |
| 프랭크는 모교 센티넬 사관학교를 방문한다. 그의 이름을 딴 도서관 건축 기념 행사에 참석하기 위해서이다. 그는 옛 친구들과 추억을 회상하고 술을 마시며 밤을 보낸다. 로비스트 레미 댄튼은 피터 루소의 주지사 출마를 달가워하지 않는다. 피터는 필라델피아를 방문해 전 조선소 직원들이 그를 지지하도록 설득한다. |           |          |               |                                     |                |           |
| 9 | 9         | "제9장"  | 제임스 폴리   | 보 윌리몬, 릭 클리브랜드            | 2013년 2월 1일 | HOC-109   |
| 피터 루소는 매튜스와 함께 펜실베이니아 버스 투어에 나선다. 피터를 고깝게 보던 매튜스는 그의 설득에 마음을 열고 돕는다. 프랭크는 환경법안 통과를 위한 찬성표를 모으기 시작한다. 워커 대통령은 린다가 프랭크를 돕도록 하고, 프랭크는 린다가 아들의 대학 교무처에 가도록 보내준다. 프랭크는 클레어에게 두 명의 반대표 의원을 설득해줄 것을 부탁하지만, 그녀는 CWI에 레미 댄튼의 지원을 얻으려고 반대표를 유도한다. 조이는 프랭크와의 친밀한 관계를 끝내려 하지만 업무적 관계에서까지 프랭크가 비협조적으로 나오자 다시 관계를 맺는다. |           |          |               |                                     |                |           |
| 10 | 10        | "제10장" | 칼 프랭클린   | 사라 트림                           | 2013년 2월 1일 | HOC-110   |
| 프랭크는 환경법안의 실패를 유도한 클레어에게 분노한다. 클레어는 조이의 집에 찾아가 프랭크의 외도를 안다고 알린다. 그 후 뉴욕으로 가서 아담과 함께 시간을 보낸다. 환경법안이 좌절되자 피터는 대안을 마련하지 않으면 마이클 컨과 로이 카페니악에 얽힌 거짓말을 밝히겠노라고 프랭크에게 협박한다. 프랭크는 피터를 끌어내리기로 결심하고, 더그는 피터가 참석한 모금 행사에 레이첼을 보낸다. 다음날 잔뜩 취한 루소는 라디오 생방송을 망친다. 프랭크는 질리언 콜에게 부탁해 린다의 아들이 대학에 입학할 수 있도록 도와준다. 조이는 전 동료 루카스 굿윈의 집에 찾아간다. |           |          |               |                                     |                |           |
| 11 | 11        | "제11장" | 칼 프랭클린   | 키스 허프, 케이트 바나우, 보 윌리몬 | 2013년 2월 1일 | HOC-111   |
| 프랭크는 부통령 매튜스에게 펜실베이니아 주지사에 출마하도록 설득한다. 린다가 프랭크에게 부통령에 욕심이 있냐고 묻자 그는 솔직히 인정하고 동맹을 제안한다. 피터는 술에 취한 채 경찰에 찾아가 자신을 체포해 주길 원한다. 프랭크는 피터가 큰 골칫거리가 되자 그를 없애기로 결심하고, 시동을 켜둔 채 차고 문을 닫아 자살로 위장해 살해한다. |           |          |               |                                     |                |           |
| 12 | 12        | "제12장" | 앨런 콜터     | 지나 지온프리도, 보 윌리몬          | 2013년 2월 1일 | HOC-112   |
| 매튜스가 주지사에 출마하기에 앞서, 프랭크는 새 부통령 후보 선출과 평가를 돕는다. 워커 대통령은 프랭크를 세인트 루이스에 사는 재벌 레이몬드 터스크에게 보내 평가를 지시한다. 프랭크는 워커와 터스크가 가까운 관계이며, 사실은 터스크가 자신을 평가하는 것임을 알게 된다. 터스크는 미래에 불특정한 부탁을 들어준다고 약속하면 프랭크를 부통령에 추천해주겠다고 제안하지만 프랭크는 거부한다. 질리언 콜은 샌 그룹의 CWI 기관 촬영을 막고 클레어는 그녀를 해고한다. 재닌 스콜스키는 조선소 폐쇄와 루소 자살 사이의 관계를 조사하기 시작하고 조이의 협조를 부탁한다. |           |          |               |                                     |                |           |
| 13 | 13        | "제13장" | 앨런 콜터     | 보 윌리몬                           | 2013년 2월 1일 | HOC-113   |
| 프랭크는 샌 그룹이 터스크의 원자력 산업에 위협을 주길 원하지만 터스크는 역으로 샌 그룹의 주식을 삼으로써 이를 방지한다. 터스크는 프랭크의 무조건적 충성을 받고 싶어 하지만 프랭크는 동등한 파트너십을 수립하는데 성공한다. 결국 워커 대통령은 부통령직을 제안하고 그는 받아들인다. 질리언 콜은 부당하게 계약 종료를 당했다며 클레어를 향한 소송을 준비한다. 클레어는 프랭크와 자신의 목표에 대해 다시 생각하는 한편 의사를 방문해 임신이 가능한지 알아본다. 조이, 재닌, 루카스는 피터 루소가 음주운전으로 체포되지 않은 것을 알고, 레이첼 포스너의 신상과 더그 스탬퍼 사이의 관계를 캐낸다. |           |          |               |                                     |                |           |